# Rajd Francji 1993
Rajd Korsyki 1993 - Rajd Francji (37. Tour de Corse - Rallye de France) – 37 Rajd Korsyki rozgrywany we Francji w dniach 1-5 maja. Była to piąta runda Rajdowych Mistrzostw Świata w roku 1993. Rajd został rozegrany na asfalcie. Baza imprezy była zlokalizowana we Francji na Korsyce w miejscowości Ajaccio.

## Wyniki końcowe rajdu
| Msc.                   | Kierowca               | Pilot                  | Samochód                  | Czas                   | Strata                 | Grupa                  | Punkty                 |
| Klasyfikacja generalna | Klasyfikacja generalna | Klasyfikacja generalna | Klasyfikacja generalna    | Klasyfikacja generalna | Klasyfikacja generalna | Klasyfikacja generalna | Klasyfikacja generalna |
| ---------------------- | ---------------------- | ---------------------- | ------------------------- | ---------------------- | ---------------------- | ---------------------- | ---------------------- |
| 1                      | François Delecour      | Daniel Grataloup       | Ford Escort RS Cosworth   | 6:14.41                | 0.0                    | A8 M                   | 20                     |
| 2.                     | Didier Auriol          | Bernard Occelli        | Toyota Celica Turbo 4WD   | 6:15.43                | +1.02                  | A8 M                   | 15                     |
| 3.                     | François Chatriot      | Denis Giraudet         | Toyota Celica Turbo 4WD   | 6:17.23                | +2.42                  | A8 M                   | 12                     |
| 4.                     | Carlos Sainz           | Luis Moya              | Lancia Delta HF Integrale | 6:18.29                | +3.48                  | A8 M                   | 10                     |
| 5.                     | Colin McRae            | Derek Ringer           | Subaru Legacy RS          | 6:23.44                | +9.03                  | A8 M                   | 8                      |
| 6.                     | Bernard Béguin         | Jean-Paul Chiaroni     | Ford Escort RS Cosworth   | 6:31.12                | +16.31                 | A8                     | 6                      |
| 7.                     | Miki Biasion           | Tiziano Siviero        | Ford Escort RS Cosworth   | 6:33.39                | +18.58                 | A8 M                   | 4                      |
| 8.                     | Jean Ragnotti          | Gilles Thimonier       | Renault Clio Williams     | 6:36.11                | +21.30                 | A7 2L                  | 3                      |
| 9.                     | Alain Oreille          | Jean-Marc Andrié       | Renault Clio Williams     | 6:38.48                | +24.07                 | A7 2L                  | 2                      |
| 10.                    | Giovanni Manfrinato    | Claudio Condotta       | Ford Escort RS Cosworth   | 6:55.30                | +40.49                 | N4                     | 1                      |
| PWRC                   |                        |                        |                           |                        |                        |                        |                        |
| 1 (10).                | Giovanni Manfrinato    | Claudio Condotta       | Ford Escort RS Cosworth   | 6:55.30                | -                      | N4                     | ?                      |
| 2 (15).                | António Coutinho       | António Manuel         | Ford Escort RS Cosworth   | 7:16:46                | +21:16                 | N4                     | ?                      |
| 2L WRC                 |                        |                        |                           |                        |                        |                        |                        |
| 1 (8).                 | Jean Ragnotti          | Gilles Thimonier       | Renault Clio Williams     | 6:36.11                | -                      | A7 2L                  | ?                      |
| 2 (9).                 | Alain Oreille          | Jean-Marc Andrié       | Renault Clio Williams     | 6:38.48                | +2:37                  | A7 2L                  | ?                      |
| 3 (13).                | Christian Bruzi        | Jean-Jacques Pages     | Peugeot 106 XSI           | 7:02:37                | +26:26                 | A7 2L                  | ?                      |

1. ↑  Litera M przy oznaczeniu grupy do której należy samochód oznacza, iż tylko ci kierowcy z grupy A zdobywali punkty dla swoich zespołów liczonych w klasyfikacji producentów na koniec sezonu.

## Klasyfikacja po 5 rundach
Tabele przedstawiają tylko pięć pierwszych miejsc.

### Kierowcy
| Lp. | Kierowca          | Pkt |
| --- | ----------------- | --- |
| 1   | Francois Delecour | 55  |
| 2   | Juha Kankkunen    | 43  |
| 3   | Didier Auriol     | 35  |
| 4   | Massimo Biasion   | 31  |
| 5   | Markku Alén       | 25  |

### Producenci
| Lp. | Producent  | Pkt |
| --- | ---------- | --- |
| 1   | Toyota     | 77  |
| 2   | Ford       | 57  |
| 3   | Subaru     | 36  |
| 4   | Mitsubishi | 33  |
| 5   | Lancia     | 26  |